# Fallout Shelter
Fallout Shelter je free-to-play budovatelská a manažerská simulace vyvinutá společností Bethesda Game Studios za asistence Behaviour Interactive a vydaná společností Bethesda Softworks.
Hra je součástí série Fallout a byla celosvětově vydána pro zařízení se systémem iOS v červnu 2015 a v srpnu téhož roku pro zařízení se systémem Android. Pro Windows vyšla v červenci 2016, pro Xbox One v únoru 2017 a pro Nintendo Switch a PlayStation 4 v červnu 2018. Hra je k dispozici také pro vozidla Tesla.

## Vydání
Hra byla celosvětově vydána pro iOS v červnu 2015 a v srpnu téhož roku pro zařízení se systémem Android. Pro Windows vyšla v červenci 2016, pro Xbox One v únoru 2017 a pro Nintendo Switch a PlayStation 4 v červnu 2018. Hra je k dispozici také pro vozidla Tesla.
V polovině roku 2020 byl v Asii vydán sequel Fallout Shelter Online. Videohra se také následně dočkala deskové hry.

## Ohlasy
Po vydání se hra dočkala převážně pozitivních recenzí. Kritikům se líbilo rozšíření světa Fallout, základní hratelnost a vizuální styl hry. Mezi časté výtky patřil nedostatek hloubky hry, využívání mikrotransakcí a chybějící závěr.
V prvních dvou týdnech po vydání hra vydělala na tržbách z mikrotransakcí 5,1 milionu dolarů.